# Abbey Road (DLR)

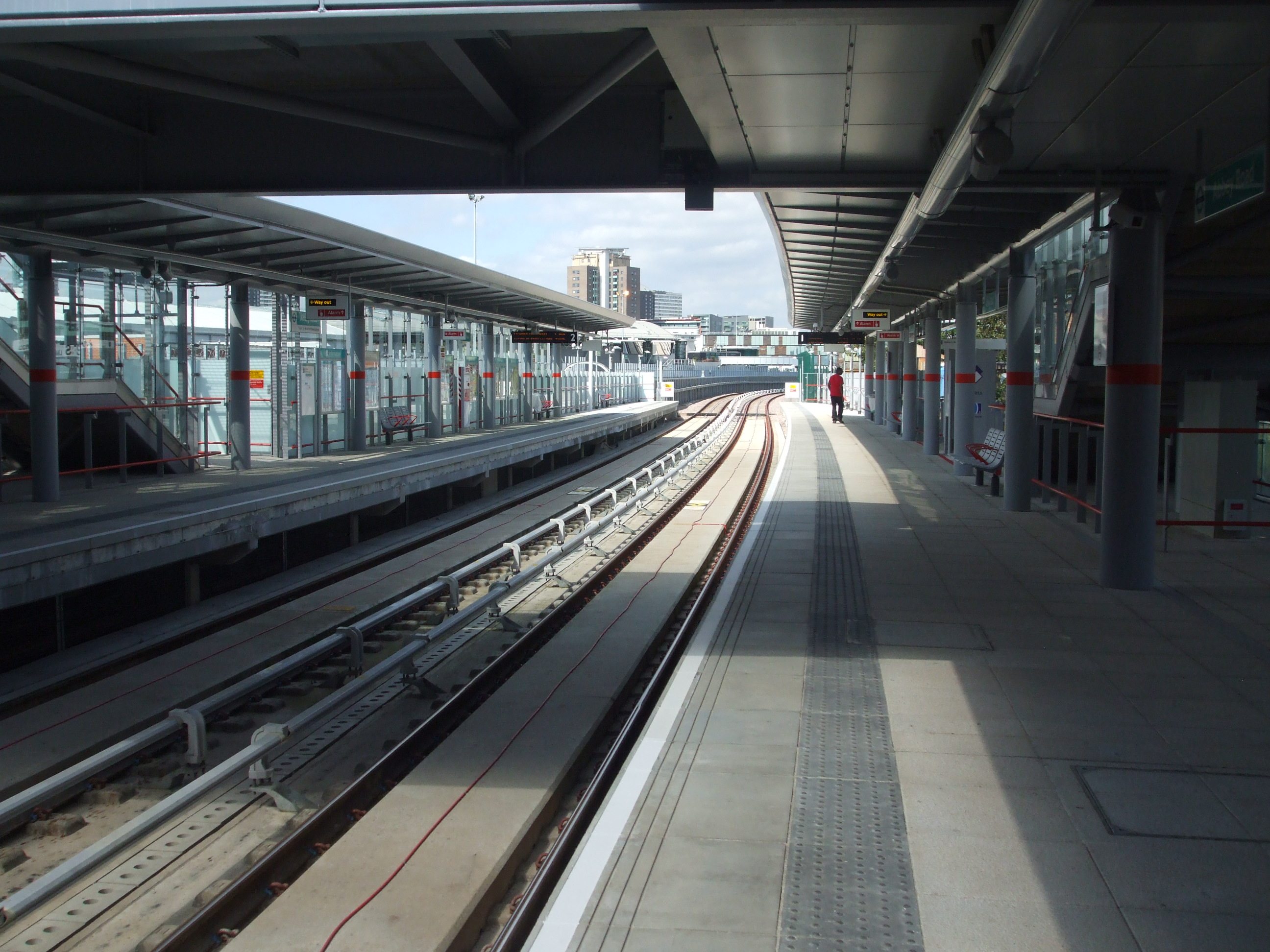
Blick auf die Bahnsteige

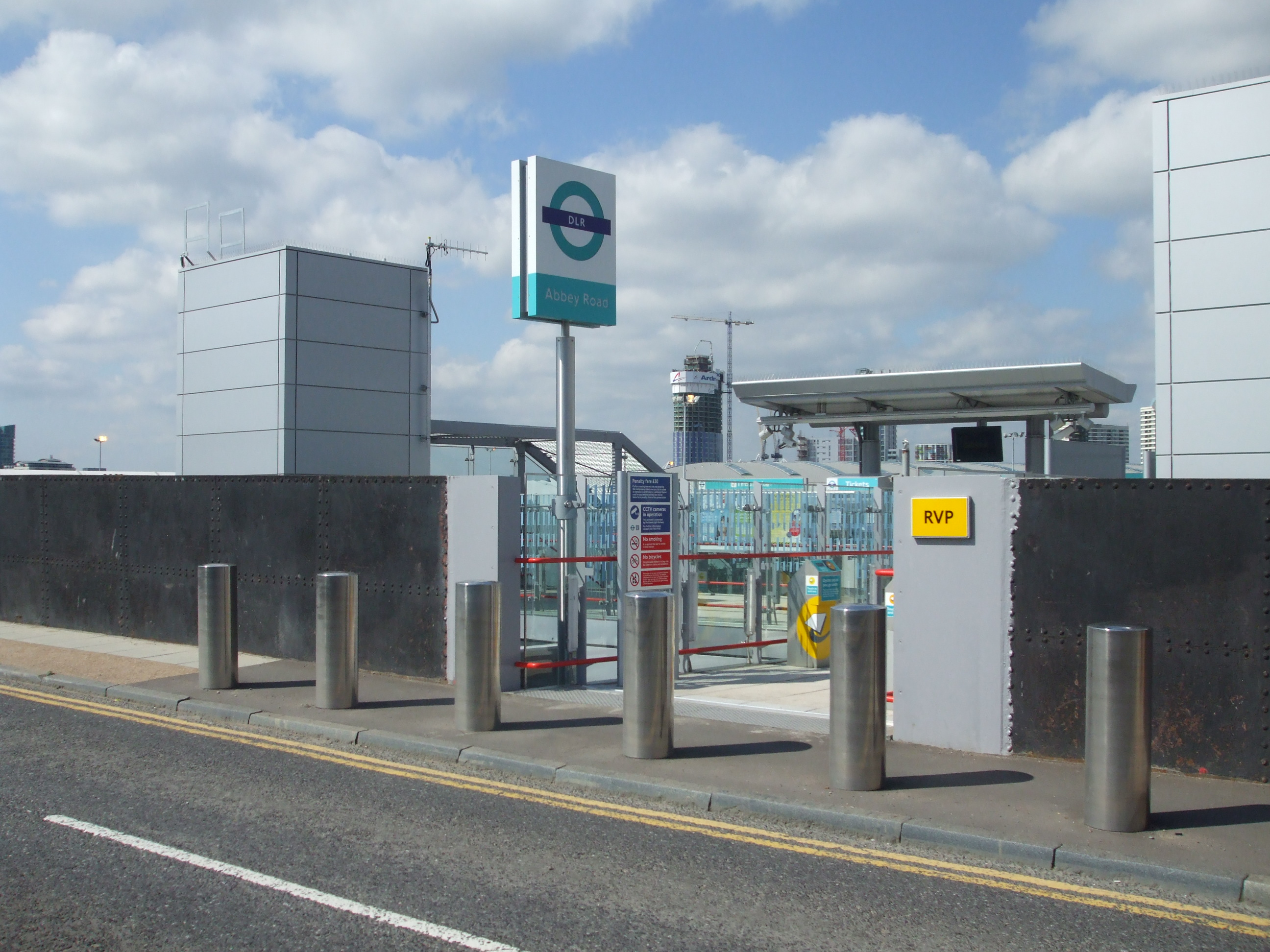
Südeingang

Abbey Road ist eine Station der Docklands Light Railway (DLR) im Londoner Stadtbezirk London Borough of Newham. Sie liegt in der Travelcard-Tarifzone 3, an der Abbey Road im Stadtteil West Ham. Benannt ist sie nach der früheren Zisterzienserabtei Stratford Langthorne Abbey.
Unmittelbar westlich der Station liegt das Stratford Market Depot, eine der beiden Betriebswerkstätten der Jubilee Line. Züge dieser Linie der London Underground passieren zwar Abbey Road auf einer parallel verlaufenden Doppelspurtrasse, halten mangels zusätzlicher Bahnsteige hier jedoch nicht.
Die Station wurde am 31. August 2011 eröffnet, zusammen mit der Zweigstrecke zwischen Stratford International und Canning Town. 1846 wurde zwischen den Bahnhöfen Stratford und Canning Town die Eastern Counties and Thames Junction Railway eröffnet; bis zu ihrer zwischenzeitlichen Stilllegung im Jahr 1973 gab es an der Abbey Road nie einen Bahnhof. Auch die von 1979 bis 2006 auf diesem vierspurig ausgebauten Teilstück verkehrende North London Line fuhr ohne Halt durch.
Bald nach ihrer Eröffnung machte die Station international Schlagzeilen. Sie lockt zahlreiche Touristen an, die der irrigen Annahme sind, in der Nähe befänden sich die berühmten Abbey Road Studios, wo die Beatles das gleichnamige Album Abbey Road aufgenommen haben. Die gleichnamige Straße mit dem berühmten Fußgängerstreifen liegt allerdings über 15 Kilometer entfernt bei der Underground-Station St. John’s Wood.